# Chordodes modiglianii
Chordodes modiglianii är en tagelmaskart som först beskrevs av Lorenzo Camerano 1892.  Chordodes modiglianii ingår i släktet Chordodes och familjen Chordodidae. Inga underarter finns listade i Catalogue of Life.